# Dryosaurus
A Dryosaurus (jelentése 'tölgy gyík' az ógörög δρυο / drüo 'tölgy' és σαυρος / szaürosz 'gyík' szavak összetételéből, a halványan tölgyfára emlékeztető fogakra utalva) az ornithopoda dinoszauruszok egyik neme, amely a késő jura korban élt. Az iguanodontiák közé tartozott (de korábban a hypsilophodontidák közé sorolták be). A fosszíliáit először az Amerikai Egyesült Államok és Tanzánia területén találták meg, a 19. század végén.

## Ősbiológia

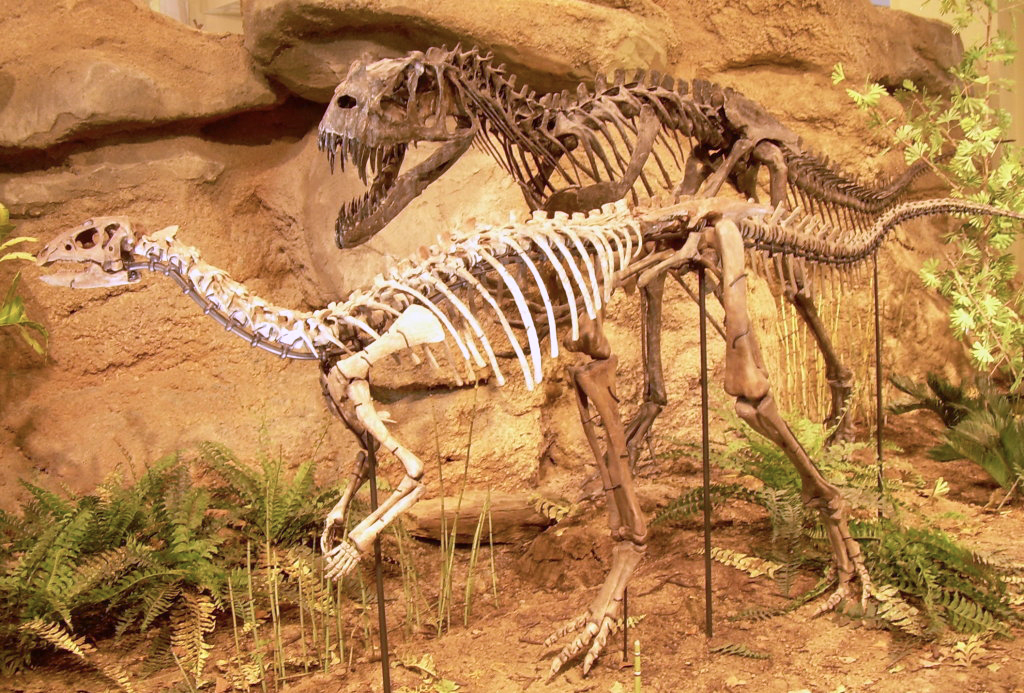
A D. altus (elöl) és a Ceratosaurus csontváza

A Dryosaurus hosszú nyakkal, hosszú, vékony lábakkal és hosszú, merev farokkal rendelkezett. Ötujjú kézfejben végződő karjai azonban rövidek voltak. Az ismert példányok testhossza körülbelül 2,4–4,3 méter, a tömegük pedig 77–91 kilogramm lehetett. A felnőttkori mérete azonban ismeretlen, mivel nem találtak felnőtt egyedekhez tartozó fosszíliákat.
A Dryosaurusnak elszarusodott csőre és pofafogai voltak, és a többi ornithopodához hasonlóan növényevő volt. Egyes tudósok szerint az étel kihullását egy pofaszerű szerkezet akadályozta meg, miközben az állat feldolgozta azt a szájában.
A Dryosaurus erős lábú, gyors futó volt, merev farkát ellenegyensúlyként használhatta. Valószínűleg a sebesség jelentette számára a fő védelmet a húsevő dinoszauruszokkal szemben.
Az intelligenciája az agy–test arány tekintetében közepesnek számít a dinoszauruszok között.2009 augusztusából[forrás?]

## Táplálkozás és fogazat
A Dryosaurus a Morrison-formáció ősi síkságán főként az alacsonyan növő növényzettel táplálkozhatott.
Az Othnielosaurus, a Dryosaurus kortársa kisebb méretű volt, és jóval kezdetlegesebb fogazattal rendelkezett. A fejlettebb fogazatú Dryosaurus fogait a Nyugat-Coloradói Múzeum (Museum of Western Colorado) őslénytani kurátora, John Foster szerint „az oldalsó felületén egy erős középső taraj” jellemezte.

### Növekedés és fejlődés
A D. lettowvorbeckit magas növekedési aránya folyamatos, és az évszakos időjárás-változásoktól független volt.
A Dryosaurus Utah államban a Dinosaur National Monumentben felfedezett koponyáin más gerincesekre emlékeztető fejlődési minta figyelhető meg; a fiataloknál a szemek aránylag nagyok voltak, az orr pedig aránylag rövid volt. Az állat növekedésével a szemek arányosan kisebbé váltak, míg az orr arányosan meghosszabbodott.

## Fajok

### D. altus(korábbanLaosaurus altus)
A Dryosaurus altusról eredetileg Laosaurus altus néven készült leírás.

### D. lettowvorbecki(korábbanDysalotosaurus lettowvorbecki)
Az afrikai Dryosaurust, a D. lettowvorbeckit, eredetileg egy másik nem, a Dysalotosaurus fajaként írták le.

## Ősbiogeográfia és fosszilis elterjedés

### Morrison-formáció
Az Észak-Amerika nyugati részén fekvő késő jura kori Morrison-formációban a Dryosaurus maradványai a 2-6. sztratigráfiai zónából kerültek elő. Látványos lelőhely található a coloradói Uravan közelében, ahol több száz D. altus fosszíliája fedezhető fel, melyek az állat életciklusának több állomását képviselik. A további Dryosaurus leletanyaggal szolgáló helyek közé tartozik a Bone Cabin lelőhely, a wyomingi Powder Rivernél levő Red Fork és a coloradói Lily Park.

### Tendaguru-formáció
A tanzániai lelőhelyről bebizonyosodott, hogy bőségesen tartalmaz Dryosaurus fosszíliákat, melyek korábban Dysalotosaurus ('elveszett erdő gyík') néven váltak ismertté. A német őslénykutató, Werner Janensch által vezetett expedíció sok, a Dryosaurus több fejlődési állapotát bemutató fosszíliát fedezett fel.

## Popkulturális hatás
A Dryosaurus feltűnt a BBC által 1999-ben készített Dinoszauruszok, a Föld urai, második részében, valamint a sorozat 2000-es, Nagy Al balladája című különkiadásában. Látható a Discovery Channel Dinoszauruszok, az ősvilág urai (When Dinosaurs Roamed America) című dokumentumfilmjében is. Emellett szerepel a Vivendi Universal Jurassic Park: Operation Genesis című játékában.

## Fordítás
- Ez a szócikk részben vagy egészben a Dryosaurus című angol Wikipédia-szócikk ezen változatának fordításán alapul.  Az eredeti cikk szerkesztőit annak laptörténete sorolja fel. Ez a jelzés csupán a megfogalmazás eredetét és a szerzői jogokat jelzi, nem szolgál a cikkben szereplő információk forrásmegjelöléseként.